# Russelia laciniata
Russelia laciniata är en grobladsväxtart som beskrevs av Standley och Steyerm.. Russelia laciniata ingår i släktet Russelia och familjen grobladsväxter. Inga underarter finns listade i Catalogue of Life.